# Paulo Ricardo (futebolista)
Paulo Ricardo Ferreira, mais conhecido simplesmente como Paulo Ricardo (Laguna, 13 de junho  de 1994), é um futebolista brasileiro que atua como zagueiro e volante. Atualmente joga pelo KuPS, da Finlândia.

## Carreira
Paulo Ricardo juntou-se as categorias de base do Santos aos 18 anos de idade depois de passar com Brusque, por seis meses, e Figueirense, onde passou três anos na base, entre 2009 e 2012. Foi bicampeão da Copa São Paulo de Juniores, em 2013 e 2014. Naquela época, ele também sofreu com recorrentes lesões nas costas que o manteve fora por mais de um mês.
Em 21 de março de 2014, Paulo Ricardo assinou um novo contrato com o Peixe valendo até 2017, e fez sua primeira estreia na equipe em 18 de julho, na vitória por 2-0 em casa contra o Palmeiras pelo Campeonato Brasileiro.
Em 26 de abril de 2015, com Werley doente e Gustavo Henrique com lesão, Paulo Ricardo foi titular na primeira partida da final do Campeonato Paulista contra o Palmeiras, mas foi expulso após cometer uma penalidade.
No meio de 2015 passou a ganhar mais destaque quando passou a atuar também como volante, sendo titular em algumas partidas.
No dia 15 de julho de 2016, Paulo Ricardo foi emprestado ao Sion, da Suíça.
Após atuar por dois anos na Europa, em 7 de agosto de 2018, Paulo Ricardo foi emprestado pelo Sion para o Fluminense até 31 de dezembro de 2019, onde atuou como zagueiro.
Em 11 de julho de 2019, Goiás oficializa a contratação do zagueiro para o lugar de David Duarte, após uma lesão no joelho. Pelo clube, disputou três jogos na Série A do Brasileiro.
Para a temporada de 2020, Paulo Ricardo foi contratado pelo Figueirense para atuar como volante. Em 21 de outubro de 2020, marcou seu primeiro gol pelo clube, na vitória de 2×0 sobre o CRB. Ao todo, atuou em 35 jogos e marcou um gol pelo clube.
Em agosto de 2021, foi contratado pelo Kuopion Palloseura, da Finlândia. Estreou de forma oficial pelo clube, e como titular, na goleada por 4 a 0 sobre o KTP, em partida da liga nacional realizada em 15 de agosto de 2021. Em 18 de setembro do mesmo ano, marcou seu primeiro gol no clube, quando o KuPS venceu o FC KTP por 2 a 1, em partida válida pela Liga Finlandesa.
Dois meses depois de chegar, e com apenas nove jogos realizados pelo KuPS FC, o defensor assinou a renovação contratual até dezembro de 2022. No mesmo mês de outubro, entrou para a história do futebol finlandês quando marcou o gol de número 15.000 da Veikkausliiga, a primeira divisão nacional.
Em 17 de setembro de 2022, foi eleito melhor jogador da final e venceu o título da Copa da Finlândia. No mesmo ano, foi eleito melhor da posição nas eleições da liga nacional e da associação de jogadores.
Em janeiro de 2023, acertou com o Al-Hazem, da Arábia Saudita. Ao final de junho, a equipe terminou na vice-liderança e alcançou o acesso à elite do futebol árabe na próxima temporada e Paulo Ricardo teve seu contrato renovado por mais um ano.

## Títulos
Santos
- Campeonato Paulista: 2015 e 2016

Kuopion Palloseura
- Copa da Finlândia: 2022